# Heterospathe woodfordiana
Heterospathe woodfordiana är en enhjärtbladig växtart som beskrevs av Odoardo Beccari. Heterospathe woodfordiana ingår i släktet Heterospathe och familjen Arecaceae. Inga underarter finns listade i Catalogue of Life.